# USS Longshaw (DD-559)
L'USS Longshaw (DD-559) est un destroyer de classe Fletcher en service dans la Marine des États-Unis  (US Navy) pendant la Seconde Guerre mondiale. Il est nommé en l'honneur du médecin de guerre William Longshaw Jr. (1839–1865), qui a servi dans la marine et a été tué pendant la guerre civile.

## Construction
Sa quille est posée le 16 juin 1942 au chantier naval Seattle Tacoma Shipbuilding Co. de Seattle, dans l'État de Washington. Il est lancé le 4 juin 1943 ; parrainée par Mme Ella Mae Richards, et mis en service le 4 décembre 1943 sous le commandement du commander Daniel Thomas Birtwell Jr..

## Historique
Après ses essais au large de la côte ouest, le Longshaw appareille de San Francisco le 18 février 1944, via Pearl Harbor, arrivant à Kwajalein (Marshall) le 4 mars. Assigné à la 5e flotte, le destroyer rejoint Majuro dix jours plus tard, patrouillant au large des îles Wotje et Maleolap jusqu'au 21 mars. Le lendemain, le navire quitte Majuro et rejoint le groupe de ravitaillement "Fast Carrier Task Force" lors de frappes sur Palaos, Yap, Ulithi et Woleai du 30 mars et 1er avril. Six jours plus tard, il rejoint Hollandia via Manus, toujours en escortant la force opérationnelle américaine. Le Longshaw rentre à Pearl Harbor le 9 mai pour des réparations mineures et une formation.
Naviguant pour les Mariannes le 30 mai, il escorte une partie de la force d'attaque du nord jusqu'à leur arrivée au large de Saipan le 15 juin. Pendant les deux mois suivants, à l'exception d'un bref voyage à destination d'Eniwetok, le destroyer sert d'écran pour les porte-avions d'escorte fournissant un soutien aérien à l'invasion et servant également de navire de sauvetage pour les aviateurs abattus. Lors de son transit vers Eniwetok le 22 août, le Longshaw est dérouté le 29 pour protéger les porte-avions du Task Group 38.3 (TG 38.3) lors d'attaques contre des cibles sur Palaos, Mindanao et Luçon en soutien à l'assaut des Palaos, tremplin vers les Philippines.
Le 9 septembre, en compagnie de son groupe opérationnel, le destroyer attaque un convoi de lougres japonais au large de Mindanao, détruisant lui-même trois petits navires côtiers. Il continue ensuite ses tâches d'écran pour les porte-avions aux Philippines jusqu'au 2 octobre, date à laquelle il rejoint Ulithi.
Le 6 octobre, il mène en compagnie du TG 38.3, d’intenses frappes aériennes en préparation de l’invasion des Philippines. Du 10 au 13 octobre, les avions bombardent les aérodromes d’Okinawa, de Luçon et de Formosa. Durant les opérations, le Longshaw abat un bombardier-torpilleur japonais lors de la furieuse bataille aérienne de Formose le 12 octobre.
Basé à Ulithi, le Longshaw opère jusqu’à la fin de l’année avec le TG 38.3, toujours en compagnie des porte-avions d'escorte lors de frappes aériennes sur des bases ennemies à Okinawa, Formosa et Luçon, contribuant ainsi à expulser l’invasion de cette dernière île en janvier.
Dans la nuit du 9 au 10 janvier 1945, le destroyer accompagne les porte-avions d'escorte à travers le canal de Bashi entre les Philippines et Formosa, vers la mer de Chine méridionale. Les jours suivants, la TF 38 lance des attaques sur des installations japonaises situées en Indochine, à Formose et sur la côte chinoise, notamment à Hong Kong et Hainan. Les opérations s'achèvent le 26 janvier.
Le Longshaw quitte Ulithi le 10 février avec à son bord une équipe de direction de chasseurs de nuit. Naviguant avec la force de transport rapide, il sert de piquet radar lors de frappes aériennes à Tokyo du 17 au 18 février. Les jours suivants, il escorte le TG 58.5 pour des actions au large d'Iwo Jima. De retour à Ulithi le 12 mars, le destroyer rejoint Okinawa le 21, escortant l’unité de soutien et de bombardement en vue de l’invasion. Arrivé le 25 mars, le navire bombarde des cibles ennemies à terre pour soutenir les troupes américaines. Servant tout au long des mois d’avril et de mai, le navire soutient l'appui-feu naval malgré les attaques régulières des kamikazes japonais.

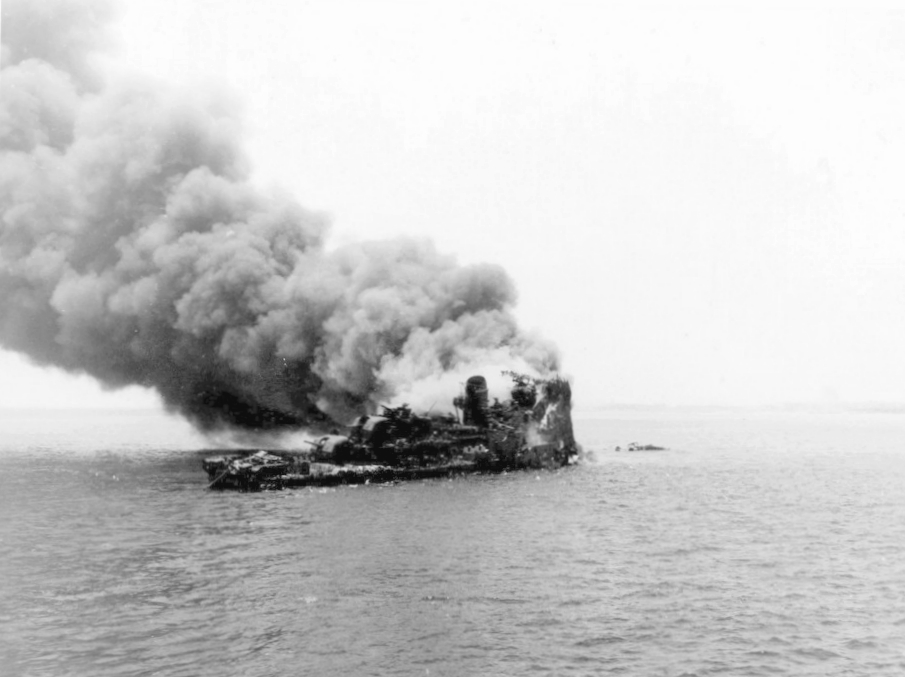
Le Longshaw endommagé par l'artillerie côtière japonaise le 18 mai 1945.

Le matin du 18 mai 1945, alors qu'il rejoignait sa zone de mission, le Longshaw s'échoue sur un récif corallien au sud de l'aérodrome de Naha. Quelques heures plus tard, une tentative de remorquage par l'Arikara échoue. Au même moment, les deux navires sont attaqués par les batteries côtières japonaises, essuyant un coup au but dans ses magasins avant. À 11 h 15, la situation est désespérée et l'ordre d'abandon est lancé.
86 (ou 84 selon une autre source) membres d'équipage décèdent dans cette attaque, dont le commandant, le capitaine de corvette Clarence William Becker. 95 hommes ont été blessés ; 113 ont survécu au naufrage,, secourus peu après par le LCI (L) -356.

## Décorations
Le Longshaw a reçu neuf battles stars pour son service pendant la Seconde Guerre mondiale.
Liste des étoiles de service :
- Asiatic-Pacific Campaign Medal
- Débarquement sur Aitape
- Campagne des îles Mariannes et Palaos
- Bataille de Tinian
- Campagne des îles Mariannes et Palaos
- Bataille du golfe de Leyte
- Bataille de Luzon
- Bataille d'Iwo Jima
- Bataille d'Okinawa